# Lovasberény
Lovasberény är en ort i Ungern.   Den ligger i provinsen Fejér, i den västra delen av landet, 40 km sydväst om huvudstaden Budapest. Lovasberény ligger 157 meter över havet och antalet invånare är 2 674.
Terrängen runt Lovasberény är huvudsakligen platt, men åt sydost är den kuperad. Runt Lovasberény är det ganska tätbefolkat, med 129 invånare per kvadratkilometer. Närmaste större samhälle är Székesfehérvár, 17,1 km sydväst om Lovasberény. Trakten runt Lovasberény består till största delen av jordbruksmark.